# Live at Slane Castle (Bryan Adams)
Live at Slane Castle è un live del rocker canadese Bryan Adams. È stato girato il 26 agosto 2000 a Slane Castle in Irlanda durante il The Best of Me Tour. Il video è stato pubblicato su formato DVD nel dicembre 2001.
Lo spettacolo di Bryan Adams, nonostante le previsioni del tempo incerte, ha visto la partecipazione di oltre 65.000 persone.

## Lo spettacolo
Il video registrato durante lo Slane Festival in cui Bryan Adams è l'artista principale. Gli artisti di apertura durante il giorno includono Macy Gray, Muse, Eagle-Eye Cherry, Dara, Screaming Orphans, Melanie C e Moby. Lo show ha alcune particolarità, la band come nel precedente White Elephant Tour la band è composta da tre elementi: Adams, Keith Scott e Mickey Curry. Duetta in When You're Gone con Melanie C, e con ospiti speciali come Chicane in Don't Give Up,Cloud Number Nine e Davy Spillane in I'm Ready e Heaven. La scenografia è curata da Willie Williams.

## Tracce
1. Back to You
2. 18 til I Die
3. Can't Stop This Thing We Started
4. Summer of '69
5. It's Only Love
6. (Everything I Do) I Do It for You
7. Cuts Like a Knife
8. When You're Gone
9. She's Only Happy When She's Dancin
10. I'm Ready
11. Heaven
12. "Blues Jam" (If Ya Wanna Be Bad - Ya Gotta Be Good/Let's Make a Night to Remember)
13. The Only Thing That Looks Good on Me Is You
14. Don't Give Up
15. Cloud Number Nine
16. Run to You
17. The Best of Me
18. Please Forgive Me

Bonus track
1. Have You Ever Really Loved a Woman?
2. Into the Fire
3. Before the Night Is Over

## Band di supporto
Formazione
- Bryan Adams — cantante, basso
- Keith Scott — chitarra
- Mickey Curry — batteria

Ospiti speciali
- Melanie C
- Davy Spillane
- Chicane

## Personale tecnico
- Hamish Hamilton — regista
- Jim Parsons —  produttore
- Bob Clearmountain — missaggio
- Büro Dirk Rodolph — artwork
- Mick Hutson — fotografia
- Bryan Adams — fotografia

## Classifiche
| Classifica (2002)         | Posizione massima |
| ------------------------- | ----------------- |
| Regno Unito (Music Video) | 8                 |
| Classifica (2005)         | Posizione         |
| Portogallo                | 24                |